# リアム16歳、はじめての学校
『リアム16歳、はじめての学校』（原題:Adventures in Public School）は2017年に公開されたカナダのコメディ映画である。監督はカイル・ライドアウト、主演はジュディ・グリアが務めた。

## 概略
16歳になるリアムは過保護な母親（クレア）の下で育てられており、1度も学校へ行ったことがなかった。ホームスクールで育ったのである。息子のためなら如何なる努力も惜しまないクレアであったが、自力で高等教育を施すことは不可能であった。そのため、リアムは大学に進学するために、高卒認定資格を取得する必要が出てきた。
リアムは高卒認定資格を取得するためのテストを受けに地元の高校に行った。リアムが学校に足を踏み入れたのはそれが初めてのことであった。リアムはそこで会った美少女に一目惚れしてしまい、「彼女と同じ学校に通いたい」という思いからわざと試験に落ちた。その結果、リアムはその高校に通うことになったが、今まで同世代と交流した経験が殆どなかったため、学校生活への適応に苦労することになった。一方のクレアも息子の変化に戸惑いを隠せずにいた。

## キャスト
- ジュディ・グリア - クレア・ヒープ
- ダニエル・ドヘニー - リアム・ヒープ
- シオバーン・ウィリアムズ - アナスタシア
- ラッセル・ピーターズ - ジャーマイン先生
- グレース・パーク - マッケンジー
- アンドレア・バン - オータム
- アンドリュー・マクニー - ミスター・ケリー

## 製作
2016年10月19日、カイル・ライドアウト監督の新作映画にジュディ・グリアが出演することになったと報じられた。11月24日、ラッセル・ピーターズがキャスト入りした。本作の主要撮影は同月中にカナダのバンクーバーで始まった。

## 公開
2017年9月9日、本作は第42回トロント国際映画祭でプレミア上映された。11月3日、グラヴィタス・ベンチャーズが本作の全米配給権を獲得したとの報道があった。

## 評価
映画批評集積サイトのRotten Tomatoesには7件のレビューがあり、批評家支持率は71%、平均点は10点満点で5.92点となっている。また、Metacriticには4件のレビューがあり、加重平均値は65/100となっている。
トロント国際映画祭は本作を「2017年のカナダ映画ベスト10」の1本に選出した。